# Vielstoffmotor

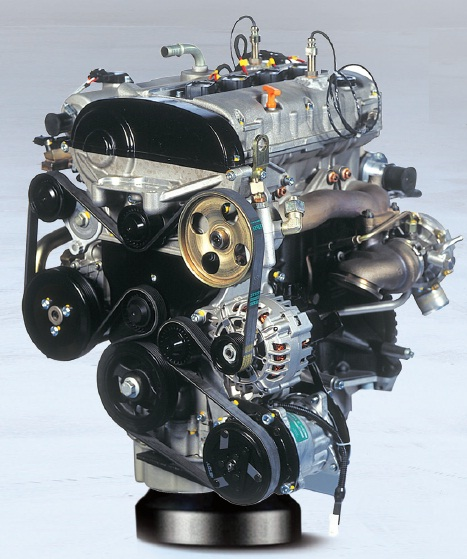
IKCO-EF7-Dual-Fuel-Vierzylindermotor

Ein Vielstoffmotor ist ein Verbrennungsmotor, der mit mehr als einem Kraftstofftyp betrieben werden kann. Vielstoffmotoren gehen auf die Anfänge des Motorenbaus zurück. Motoren verschiedener Arbeitsverfahren können für den Vielstoffbetrieb ausgelegt werden, oft sind Vielstoffmotoren jedoch Dieselmotoren.

## Geschichte
Bereits 1903 stellte der deutsche Ingenieur Joseph Vollmer den ersten Lastzug der NAG, der Automobilabteilung der AEG, vor, der von einem Vielstoffmotor angetrieben wurde. Der Ottomotor mit 50 PS arbeitete mit Magnetzündung und einem Vergaser, der sowohl für Benzin als auch Spiritus ausgelegt war.
Da in der Anfangszeit der Automobilgeschichte spezialisierte Kraftstoffe nur schwer erhältlich waren, griffen viele Hersteller auf Vielstoffmotoren zurück. Als das Tankstellennetz ausgebaut wurde, verloren diese Konstruktionen an Bedeutung. Heute sind Vielstoffmotoren besonders im Militärbereich verbreitet, wo häufig eine möglichst große Unabhängigkeit von spezifischen Kraftstofftypen angestrebt wird.

## Motorvarianten
Vielstoffmotoren sind im Allgemeinen selbstzündende Hubkolbenmotoren, die nach dem Dieselprinzip betrieben werden. Zusätzlich haben einige Motorversionen eine Fremdzündung, da nicht alle Kraftstoffe ohne diese einwandfrei zünden. Die Vielzahl der Kraftstoffe wie Benzin, Petroleum, Kerosin, Pflanzenölkraftstoff, Ethanol, Holzgas oder Schweröl führt – abhängig von deren Eigenschaften, beispielsweise der Cetanzahl, Oktanzahl und Viskosität – zu unterschiedlichen Konstruktionen (siehe auch Verbrennungsmotor und Übersicht über die Einspritztechnik).
Obwohl Vielstoffmotoren meist nach dem Dieselprinzip arbeiten, unterscheiden sie sich doch in ihrer Bauweise von reinen Dieselmotoren, die nur für Dieselkraftstoff ausgelegt sind. Zum einen müssen technische Lösungen vorgesehen werden, um die Temperatur des Gemisches so zu erhöhen, dass alle verwendeten Kraftstoffe innerhalb des zulässigen Zündverzugs von selbst zünden. Dies kann durch Erhöhen der Verdichtung oder Vorwärmen der Ansaugluft geschehen. Eine Ansaugluftvorwärmung wiederum lässt sich durch Aufladung ohne Ladeluftkühler, Abgasrückführung oder elektrische Heizung im Ansaugtrakt erreichen. Unterstützend wird auch eine Zündkerze oder eine Glühkerze im Brennraum eingesetzt.
Zum anderen muss die Einspritzpumpe an den Schmierölkreislauf angeschlossen werden, da einige der verwendeten Kraftstoffe keine Schmierwirkung haben. Der Lohmann-Motor kommt ohne Einspritzvorrichtung und ohne Vergaser aus. 
Auch bei der Auslegung aller Dichtungen ist zu beachten, dass sie durch die unterschiedlichen Kraftstoffe nicht angegriffen werden.
Bekannte Vielstoffmotoren sind unter anderem: 
- Mittenkugelmotor
- Elsbett-Motor
- Lohmann-Motor
- Glühkopfmotor (Lanz Bulldog)
- Gasmotor

## Übersicht über die Kraftstoffe
Es können sowohl fossile als auch nachwachsende Kraftstoffe eingesetzt werden:
- Flüssiggas, auch als Autogas (LPG = Liquefied Petroleum/Propane Gas, auch Low Pressure Gas) bekannt
- Erdgas (CNG = Compressed Natural Gas oder LNG = Liquefied Natural Gas)
- Ottokraftstoffe wie Benzin oder Alkohole
- Leichtöle wie Dieselkraftstoff und Biodiesel
- Schweröle
- Kohlenstaub[2][3]

## Anwendungen
Die Anwendung von Vielstoffmotoren ist heute praktisch auf Militärfahrzeuge, insbesondere Panzer, beschränkt. Beispiele sind die Kampfpanzer Leopard 2 und T-72.
Im öffentlichen und privaten Gebrauch dienen Vielstoffmotoren z. B. zur Stromversorgung abgelegener Höfe, in Blockheizkraftwerken liefern sie elektrische Energie und Wärme.
Glühkopfmotoren wurden bei Ackerschleppern der Marke Lanz Bulldog und einigen Wasserfahrzeugen bis in die 1950er-Jahre hinein eingebaut. Die auf sehr großen Schiffen eingesetzten Zweitakt-Dieselmotoren sind für den Betrieb mit Dieselkraftstoffen und Schwerölen geeignet, obgleich sie aus wirtschaftlichen Gründen (geringe Treibstoffkosten) meist auf Schwerölbetrieb beschränkt sind.